# Ronde van Vlaanderen 2008
92. edycja wyścigu Ronde van Vlaanderen odbyła się 6 kwietnia 2008 roku. Wyścig wygrał Belg, Stijn Devolder z grupy Quick Step.
Devolder, jadący w trójkolorowej koszulce mistrza Belgii, zaatakował na 25 kilometrów przed metą, na wzgórzu Eikenmolen. Hiszpan Juan Antonio Flecha (Rabobank) zainicjował pogoń uciekając grupie faworytów z Tomem Boonenem i Alessandro Ballanem, jednak mimo zmniejszenia straty do 9 sekund nie udało mu się dogonić zwycięzcy. Na ostatnich 3 kilometrach do Flechy dołączył jeszcze Nick Nuyens i ta dwójka dotarła razem do linii mety.

## Trasa
Trasa liczyła 264 km. Start wyścigu miał miejsce w Brugii, meta znajdowała się w Ninove, na zachód od Brukseli. Pierwsza część trasy była relatywnie płaska, a od 125 km do mety zaczęły się słynne flandryjskie pagórki, z których część pokryta była brukiem.

## Wyniki
| M-ce | Imię i nazwisko     | Kraj              | Drużyna        | Czas                       |
| ---- | ------------------- | ----------------- | -------------- | -------------------------- |
| 1.   | Stijn Devolder      | Belgia            | Quick Step     | 6h 24min 02s (41,246 km/h) |
| 2.   | Nick Nuyens         | Belgia            | Cofidis        | + 0.15                     |
| 3.   | Juan Antonio Flecha | Hiszpania         | Rabobank       | + 0.15                     |
| 4.   | Alessandro Ballan   | Włochy            | Lampre         | + 0.21                     |
| 5.   | George Hincapie     | Stany Zjednoczone | Team High Road | + 0.21                     |
| 6.   | Filippo Pozzato     | Włochy            | Liquigas       | + 0.21                     |
| 7.   | Kurt-Asle Arvesen   | Norwegia          | Team CSC       | + 0.21                     |
| 8.   | Greg Van Avermaet   | Belgia            | Silence-Lotto  | + 0.21                     |
| 9.   | Simon Spilak        | Słowenia          | Lampre         | + 0.21                     |
| 10.  | Allan Johansen      | Dania             | Team CSC       | + 0.21                     |